# ادموند پلات
ادموند پلات (انگلیسی: Edmund Platt; ۲ فوریهٔ ۱۸۶۵ – ۷ اوت ۱۹۳۹) یک سیاست‌مدار، و روزنامه‌نگار اهل ایالات متحده آمریکا بود.